# Mehmet Terzi
Mehmet Terzi (* 5. Mai 1955 in Eskişehir) ist ein ehemaliger türkischer Langstreckenläufer, der seine größten Erfolge im Marathon hatte.

## Leben
Terzi gewann 1979 eine Bronzemedaille bei den Mittelmeerspielen in Split. 1981 siegte er gemeinsam mit seinem Landsmann Mehmet Yurdadön bei der Premiere der 25 km von Berlin. 1983 wurde er hinter seinem Landsmann Ahmet Altun Zweiter beim Frankfurt-Marathon. Im selben Jahr siegte er beim Marathon bei den Mittelmeerspielen in Casablanca. Beim Marathon der Olympischen Sommerspiele 1984 belegte er den 16. Platz. 1985 wurde er als Sieger des Istanbul-Marathons türkischer Meister und stellte dabei mit 2:12:50 den aktuellen Streckenrekord auf. Als Sechster beim London-Marathon 1987 stellte er mit 2:10:25 den aktuellen türkischen Marathon-Rekord auf. Im selben Jahr siegte er beim San-Francisco-Marathon. Außerdem siegte er 1983, 1984, 1986 und 1988 beim Marathon der Balkanspiele und wurde je einmal nationaler Meister im 5000- (1980) und 10.000-Meter-Lauf (1991).
Heute ist Mehmet Terzi Präsident des Türkischen Leichtathletik-Verbandes (Türkiye Atletizm Federasyonu).

## Auszeichnungen
- 1984: Sedat-Simavi-Preis für Sport